# سیارک ۴۴۷۶
سیارک ۴۴۷۶ (به انگلیسی: 4476 Bernstein، نامگذاری:1983DE) چهار هزار و چهارصد و هفتاد و ششمین سیارک کشف شده‌است که در ۱۹ فوریه ۱۹۸۳ کشف شد.
قدر مطلق سیارک برابر ۱۳٫۷۰ است.